# Ivet Lalova-Collio
Ivet Lalova-Collio (en bulgare : Ивет Лалова-Колио), née le 18 mai 1984 à Sofia, est une athlète bulgare spécialiste du sprint.

## Biographie
Ivet Lalova fait ses débuts sur la scène internationale en 2001, à l'occasion des championnats du monde jeunesse, où elle termine 4e du 200 m (24 s 39).
En 2003, elle termine 4e des championnats des Balkans en salle d'Athènes sur 60 m, en 7 s 46. Lors de la saison estivale, elle réalise le doublé 100 m / 200 m aux championnats d'Europe juniors à Tampere : sur 200 m, à 19 ans, elle réalisera un chrono de classe mondiale (22 s 88).
L'année suivante, elle surprend tout le monde lors de la Coupe d'Europe d'athlétisme division B à Plovdiv, en réalisant le temps de 10 s 77 (+ 0,7 m/s) sur 100 m, non loin du record d'Europe de la Française Christine Arron (10 s 73). Bien qu'homologuée, la performance est sujette à caution, certains observateurs affirmant que Lalova aurait volé le départ. Ces doutes ne l'empêche pas de confirmer son rang parmi les meilleures sprinteuses mondiales : aux Jeux olympiques d'Athènes en 2004, elle termine au pied du podium du 100 m en 11 s 00, le second meilleur chrono de sa carrière, avant de prendre la 5e sur 200 m quelques jours plus tard en 22 s 57.
La Bulgare commence la saison 2005 en trombes : championne d'Europe en salle sur 200 m, elle réalise, sous la pluie, au mois de juin, la performance de 11 secondes 03 lors du meeting d'Ostrava. Malheureusement, elle se blesse sérieusement au meeting d'Athènes lors de l'échauffement.

### Années noires (2007 - 2010)

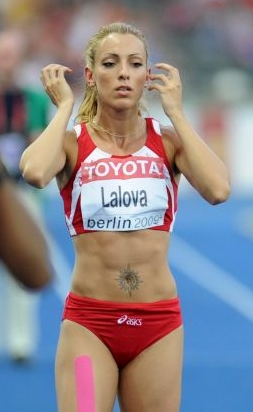
Ivet Lalova en 2009.

Ce n'est qu'en 2007 qu'on la retrouve sur le circuit mondial, néanmoins assez loin de son niveau de 2004. Ses meilleures performances de la saison étaient 11.26 sur 100 m et 23.00 sur le 200 m, réalisés à Milan, lors de la Coupe d'Europe.
Elle est éliminée en quart de finale aux Mondiaux d'Osaka et en demi-finale aux Mondiaux indoor de Valence. Elle est de plus, dans l'ombre de sa compatriote Tezzhan Naimova, double championne du monde junior en 2006 à Pékin, qui domine le sprint bulgare en 2007 à seulement 20 ans.
En 2008, elle participe aux championnats du monde en salle à Valence, mais est éliminée en demi-finale avec le temps de 7.31. Elle participe aux Jeux olympiques 2008 à Pékin, où elle est éliminée en demi-finale au 100 m et en quarts-de finale au 200 m. Quelques jours après les JO, Ivet Lalova participe au meeting Aviva à Gateshead, où elle prend la 6e place sur 100 m en 11.60.
Sa saison 2009 sera très décevante, elle sera éliminée sur 100 m dès les quarts de finale en 11 s 54 et dès les séries sur 200 m en 23.60, la meilleure performance de sa saison.
2010 sera aussi décevant : elle est éliminée sur 100 m aux Championnats d'Europe à Barcelone, tout comme sa compatriote Inna Eftimova. Elle participera au relais 4 × 100 m avec cette dernière, Monika Gachevska et la jeune Gabriela Laleva. Elles seront éliminées dès les séries avec le temps de 44.72, là aussi loin de 2004 où les Bulgares avaient faits 43.80.

### Retour au plus haut niveau (2011)

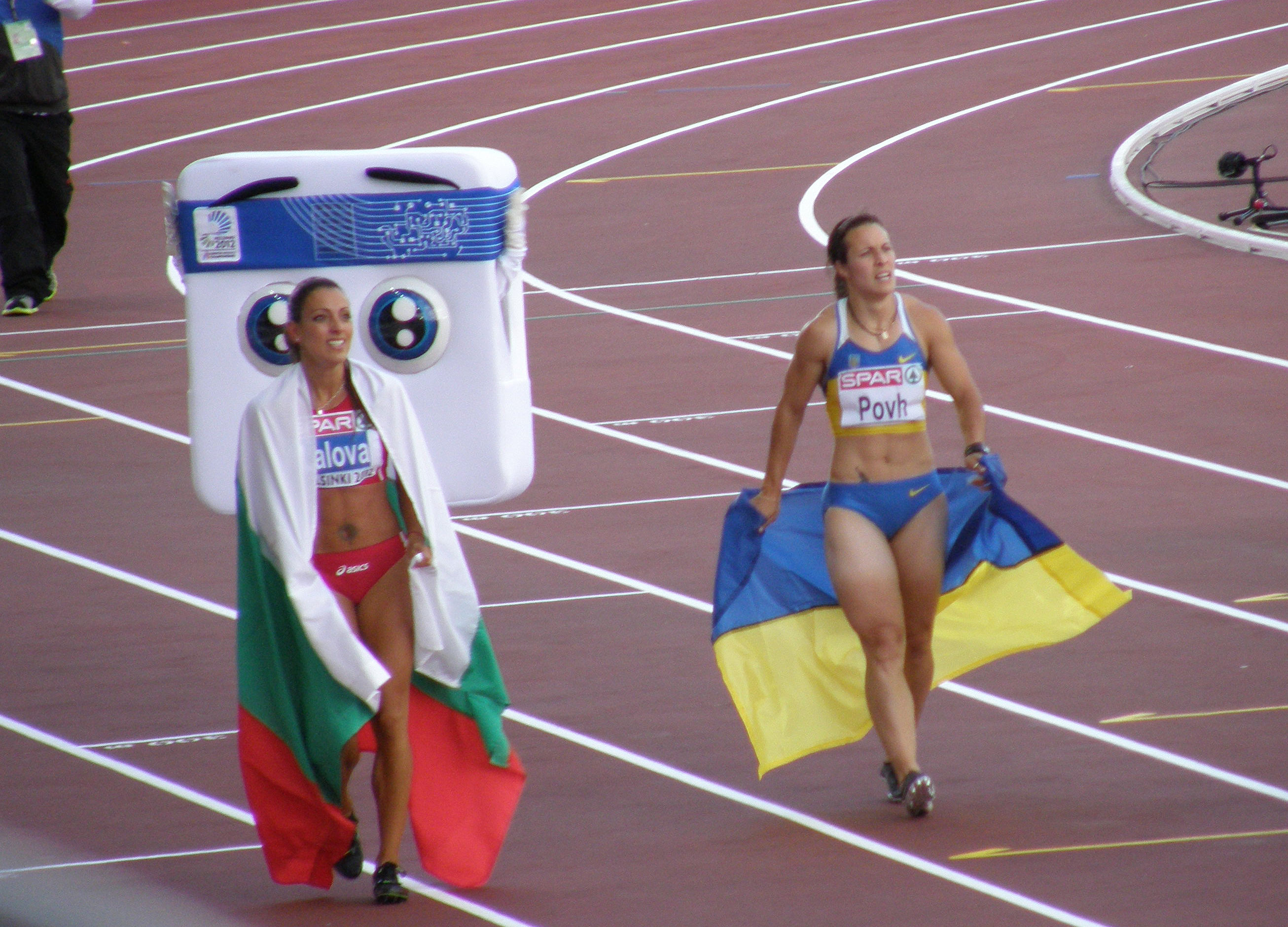
Ivet Lalova fêtant son titre européen en 2012

Ivet Lalova décide de ne pas faire sa saison indoor 2011 pour se préparer pour sa saison outdoor et bien sûr, les mondiaux de Daegu. C'est une sorte de renaissance pour elle : aux championnats des Balkans, à Sliven, elle réalise l'incroyable temps de 10 s 96, la qualifiant pour les championnats du monde, où elle participe sur 100 et 200 m. À Daegu 2011, elle se qualifie pour la finale du 100 m où elle est la seule représentante européenne et finit 7e et avant-dernière en 11 s 27 (-1,4 m/s). Le 4 décembre, elle est nommée athlète des Balkans de l'année 2011 pour l'ensemble de sa saison
En 2012, Ivet Lalova améliore durant la saison indoor son record personnel (7 s 21 en 2004) plusieurs fois : 7 s 20 à Mondeville, 7 s 16 à Karlsruhe puis 7 s 14 à Birmingham. Aux championnats du monde en salle à Istanbul, elle termine 8e de la finale en 7 s 27, après avoir réalise 7 s 19 en séries puis 7 s 23 en demi-finale.
Lors des Championnats d'Europe disputés fin juin 2012 à Helsinki, Ivet Lalova remporte l'épreuve du 100 m en 11 s 28 (-0,7 m/s), devant l'Ukrainienne Olesya Povh et la Lituanienne Lina Grinčikaitė. En série, elle courrait en 11 s 06, son meilleur temps de la saison. Aux Jeux olympiques de Londres, elle égale ce chrono en séries, puis est éliminée en demi-finale (11 s 31). Elle atteint également la demi-finale sur 200 m en 22 s 98, sa meilleure performance de la saison.
En mars 2013, elle remporte la médaille de bronze des championnats d'Europe en salle à Göteborg en 7 s 12, record personnel, derrière l'Ukrainienne Mariya Ryemyen et la Française Myriam Soumaré. Le 13 juin, elle s'impose pour la seconde fois en Ligue de diamant, toujours à Oslo, en 11 s 04 (+ 1,2 m/s). Elle termine deux fois à la 3e des 200 m du circuit à Rome (22 s 78) et Birmingham (23 s 02). Sélectionnée pour les championnats du monde de Moscou, elle atteint une nouvelle fois les demi-finales sur les deux épreuves, terminant à chaque fois à la 4e place de la course.

### Finaliste mondiale sur 200 m et record personnel (2015)
Moins de réussite en 2014, elle termine 5e du 100 m aux championnats d'Europe 2014 et ne se qualifie pas pour la finale du 200 m.
Arrivée aux championnats du monde de Pékin, en août 2015, avec des meilleures performances à 11 s 11 et 22 s 90, Ivet Lalova-Collio améliore son chrono de la saison sur la distance reine en 11 s 09 (- 1,2 m/s) lors des séries, puis termine 5e de sa demi-finale en 11 s 13. Sur 200 m, elle réalise un temps de 22 s 54, à trois centièmes de son record personnel établi en 2004. En demi-finale, elle améliore ce record en réalisant 22 s 32, prenant la 3e place de sa course la qualifiant pour la finale. En finale, elle prend la 7e place de la course en 22 s 41.

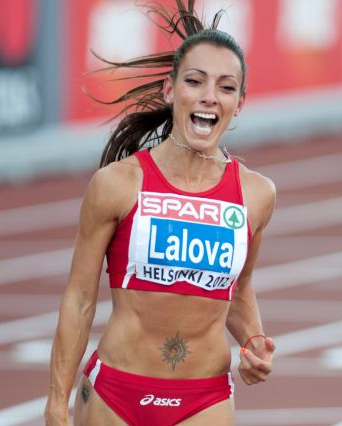
Ivet Lalova lors des Championnats d'Europe 2012

Le 18 mai 2016, lors du World Challenge Beijing, Ivet Lalova se classe 2e du 100 m en 11 s 11, sa meilleure performance de la saison. Elle n'est devancée que par l'Ivoirienne Murielle Ahouré (11 s 06). Elle confirme ce temps à Rome où elle court en 11 s 13 puis à Bellinzone où elle s'impose en 11 s 20, peu après avoir remporté sa série en 11 s 19.
Le 7 juillet, Lalova-Collio devient vice-championne d'Europe du 200 m à l'occasion des Championnats d'Europe d'Amsterdam en 22 s 52, son meilleur temps de la saison. Il s'agit par la même occasion de sa 1re médaille internationale extérieure sur cette distance. Le lendemain, la Bulgare glane une nouvelle médaille d'argent, sur 100 m en 11 s 20, derrière la Néerlandaise Dafne Schippers (10 s 90) mais devant la Suissesse Mujinga Kambundji (11 s 25).

### Jeux olympiques de Rio: porte-drapeau et finale 12 ans plus tard (2016)
Peu de temps après les championnats d'Europe, Ivet Lalova-Collio est désignée porte-drapeau de la Bulgarie pour les Jeux olympiques de Rio. Elle est la première athlète (hommes et femmes confondues) à être désignée depuis 1924. Aux Jeux, à la suite de quelques douleurs physiques, elle déclare forfait pour la demi-finale du 100 m afin de se consacrer au 200 m où elle se qualifie brillamment pour la finale avec un temps de 22 s 42. Elle y termine 8e en 22 s 68, contrat rempli pour l'athlète dont l'objectif était de se requalifier à une finale olympique après 2004.
Le 21 mai 2017 à Kawasaki (Kanagawa), Ivet Lalova-Collio fait le doublé 100 m / 200 m lors du meeting, s'imposant en 11 s 40 (- 1,0 m/s) et 22 s 98 (+ 0,6 m/s). Blessée, elle n'atteint que les demi-finales du 100 et 200 m aux championnats du monde de Londres en 11 s 25 et 22 s 96.
Le 19 juin 2018, elle termine 3e du Meeting de Montreuil en 11 s 18 (+ 1,1 m/s), meilleur temps personnel de la saison, derrière Marie-Josée Ta Lou (10 s 95) et Carolle Zahi (11 s 16). Arrivée avec une performance de 22 s 63, Lalova-Collio ne termine que 5e en 22 s 82 des championnats d'Europe de Berlin, dans une course remportée par la Britannique Dina Asher-Smith (21 s 89).
Le 25 août 2019, au Meeting d'athlétisme de Madrid, elle termine 2e du 100 m en 11 s 08 (+ 0,4 m/s) et réalise son meilleur chrono sur la distance depuis la saison 2013. Les 2 et 3 septembre, elle réalise le doublé 100 m / 200 m aux championnats des Balkans à Pravetz en courant en 11 s 23 puis en 22 s 45 (+ 1,2 m/s), record des championnats, quatrième chrono de sa carrière, et son meilleur temps depuis 2016. Elle devient également à cette occasion la troisième femme la plus rapide de l'histoire sur 200 m dans la catégorie master (plus de 35 ans), derrière Merlene Ottey et Irina Khabarova.
Elle se classe 7e des championnats du monde 2019 à Doha sur 200 m en 22 s 77.

## Vie privée
Depuis septembre 2013, elle est mariée au sprinter italien Simone Collio qu'elle a rencontré à Sofia,.

## Palmarès
| Date | Compétition                       | Lieu             | Résultat | Épreuve   | Temps   |
| ---- | --------------------------------- | ---------------- | -------- | --------- | ------- |
| 2001 | Championnats du monde cadets      | Debrecen         | 4e       | 200 m     | 24 s 39 |
| 2003 | Championnats des Balkans en salle | Athènes          | 4e       | 60 m      | 7 s 46  |
| 2003 | Championnats d'Europe juniors     | Tampere          | 1re      | 100 m     | 11 s 43 |
| 2003 | Championnats d'Europe juniors     | Tampere          | 1re      | 200 m     | 22 s 88 |
| 2004 | Jeux olympiques                   | Athènes          | 4e       | 100 m     | 11 s 00 |
| 2004 | Jeux olympiques                   | Athènes          | 5e       | 200 m     | 22 s 57 |
| 2004 | Finale mondiale de l'athlétisme   | Monaco           | 7e       | 100 m     | 11 s 28 |
| 2004 | Finale mondiale de l'athlétisme   | Monaco           | 7e       | 200 m     | 23 s 37 |
| 2005 | Championnats d'Europe en salle    | Madrid           | 1re      | 200 m     | 22 s 91 |
| 2007 | Finale mondiale de l'athlétisme   | Stuttgart        | 7e       | 100 m     | 11 s 59 |
| 2011 | Championnats des Balkans          | Sliven           | 1re      | 100 m     | 10 s 96 |
| 2011 | Championnats des Balkans          | Sliven           | 1re      | 4 x 100 m | 44 s 49 |
| 2011 | Championnats du monde             | Daegu            | 7e       | 100 m     | 11 s 27 |
| 2012 | Championnats du monde en salle    | Istanbul         | 8e       | 60 m      | 7 s 27  |
| 2012 | Championnats d'Europe             | Helsinki         | 1re      | 100 m     | 11 s 27 |
| 2013 | Championnats d'Europe en salle    | Göteborg         | 3e       | 60 m      | 7 s 12  |
| 2013 | Championnats des Balkans          | Stara Zagora     | 1re      | 100 m     | 11 s 15 |
| 2013 | Championnats des Balkans          | Stara Zagora     | 1re      | 4 x 100 m | 45 s 41 |
| 2014 | Championnats d'Europe             | Zurich           | 5e       | 100 m     | 11 s 33 |
| 2015 | Championnats du monde             | Pékin            | 7e       | 200 m     | 22 s 41 |
| 2016 | Championnats des Balkans          | Pitesti          | 1re      | 100 m     | 11 s 55 |
| 2016 | Championnats d'Europe             | Amsterdam        | 2e       | 100 m     | 11 s 20 |
| 2016 | Championnats d'Europe             | Amsterdam        | 2e       | 200 m     | 22 s 52 |
| 2016 | Jeux olympiques                   | Rio de Janeiro   | 8e       | 200 m     | 22 s 69 |
| 2018 | Championnats d'Europe             | Berlin           | 5e       | 200 m     | 22 s 82 |
| 2018 | Ligue de diamant                  | Ligue de diamant | 7e       | 200 m     | 23 s 36 |
| 2018 | Coupe continentale                | Ostrava          | 6e       | 200 m     | 23 s 18 |
| 2019 | Championnats des Balkans          | Pravetz          | 1re      | 100 m     | 11 s 23 |
| 2019 | Championnats des Balkans          | Pravetz          | 1re      | 200 m     | 22 s 45 |
| 2019 | Championnats du monde             | Doha             | 7e       | 200 m     | 22 s 77 |

## Records
| Épreuve | Épreuve   | Temps                   | Lieu     | Date             |
| ------- | --------- | ----------------------- | -------- | ---------------- |
| 60 m    | En salle  | 7 s 12                  | Göteborg | 3 mars 2013      |
| 100 m   | Plein air | 10 s 77 (+0,7 m/s) (NR) | Plovdiv  | 19 juin 2004     |
| 200 m   | Plein air | 22 s 32 (-0,1 m/s) (NR) | Pékin    | 27 août 2015     |
| 200 m   | En salle  | 22 s 87 (NR)            | Sofia    | 1er février 2004 |